# 梵蒂岡花園

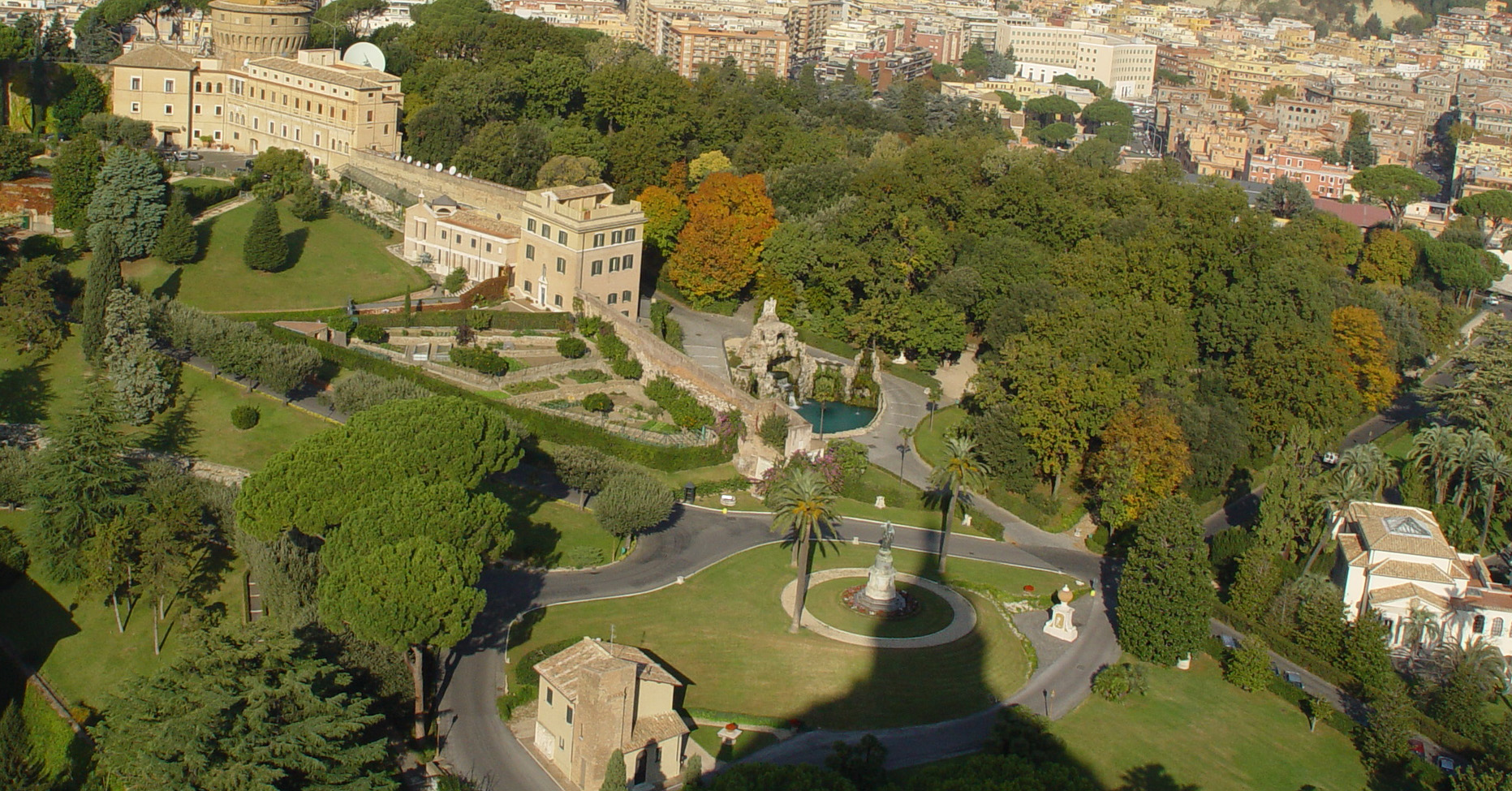
梵蒂岡花園

梵蒂岡花園（義大利語：Giardini Vaticani）是梵蒂冈境内的花园。它佔梵蒂冈44公顷的面积中一半以上的面积，位于梵蒂冈的西部，包括梵蒂冈的多座建筑。

## 地理和植物

梵蒂冈地图：梵蒂岡花園位于左侧

梵蒂岡花園占地约20公顷，主要位于梵蒂冈山上，其最高处比周边罗马的居民区高60米。它的北边、南边和西边被梵蒂冈的城墙围绕。
梵蒂冈城西部红色松散的凝灰岩使得这里的山坡比较陡峭。
在岩石的下面有泉水，它们保障了早期的教宗拥有安全的水源，也保证了今天的花园里亚热带茂密的植被。
梵蒂岡花園的大部分区域是人布置的。在聖伯多祿大殿和梵蒂冈博物馆周围平坦的地区上主要是草坪。在文艺复兴时期教宗对宫廷和艺术表现的需求提高后在这里也布置了花坛，在巴洛克时期后这个趋势更加加强。
利奥城墙和梵蒂冈办公区之间的地方是最初的花园：在这个丘陵地区里有茂密的树林，其树木主要为意大利石松、松树、冬青栎、柏树、雪松和棕榈。花园里有许多路。在西边一座城墙的碉堡上有梵蒂冈直升机场，这个机场是梵蒂冈城与羅馬-菲烏米奇諾機場和罗马-钱皮诺机场的连接。

## 动物
在建筑密集的罗马市内梵蒂岡花園是一个自然群落生境。许多动物，尤其鸟类和小动物，在这里落脚。其中最重要的包括多种蝙蝠、啮齿动物、鸟类（包括鹦鹉）和爬行动物（蜥蜴和蛇）。

## 历史

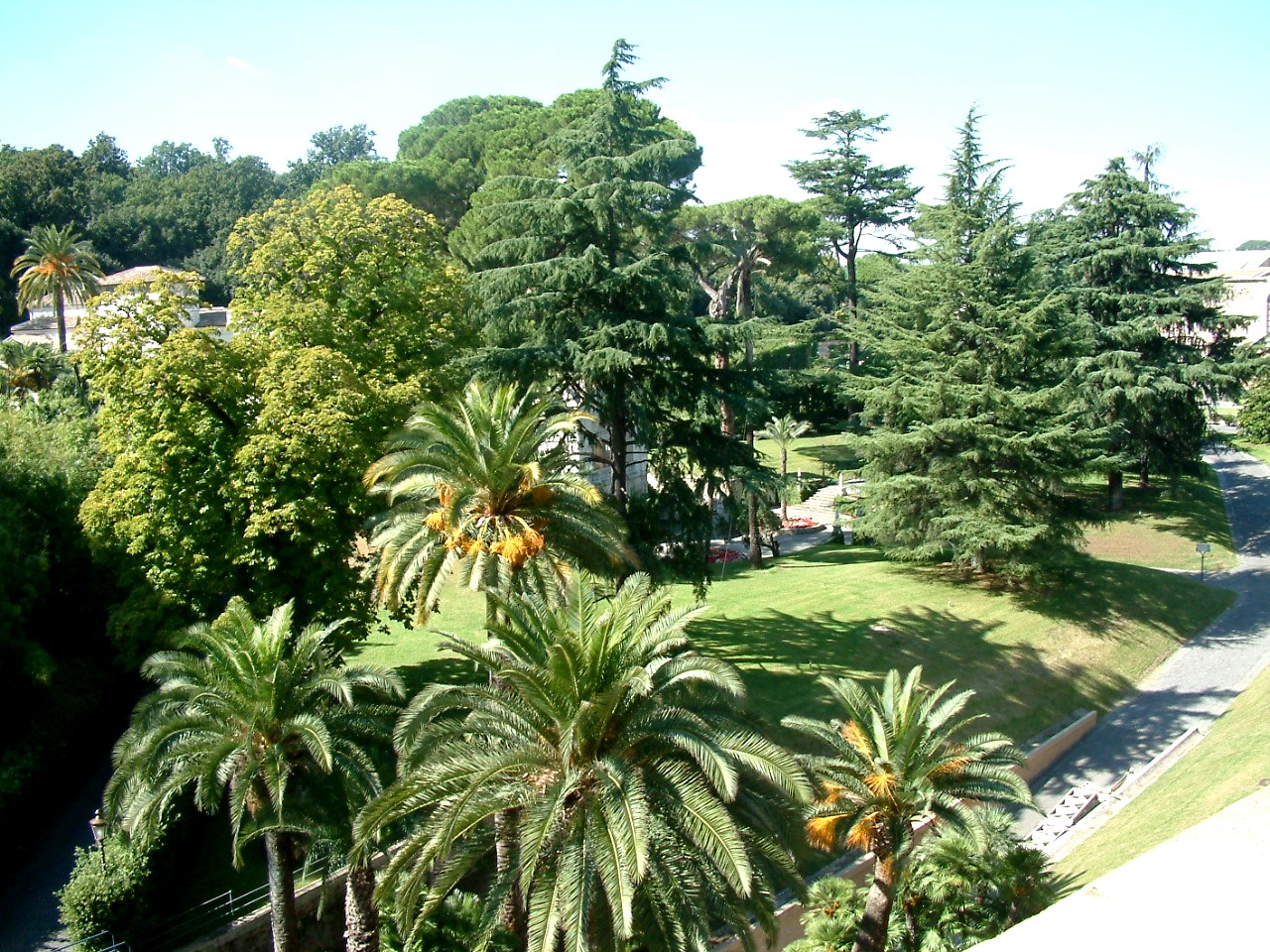

教宗尼各老三世执政时期首次提到梵蒂冈山上的花园。13世纪末在花园里，和修道院的花园里一样，种植草药和其它有用的植物如水果和蔬菜。在花园的最北角今天依然可以看到当时的鸡圈的遗迹。虽然梵蒂冈始终没有自给自足过，但是它也一直试图拥有一定的自给的力量，因此一直到1980年代在西斯汀小堂边上还有一个使用梵蒂岡花園里的作物烤面包的面包铺。
中世纪末期花园丧失了其经济作用。1420年，教宗把其驻地从亞維農迁回到梵蒂冈后它才又获得重要性。15世纪末，教宗諾森八世对绿地特别感兴趣，尤其是作为休闲用。他於1485年下令在花园的最北端建造一座丽城，他可以在这里居高临下观看罗马，以及一直观望到远处的山，来休息。建筑里拥有壁画。但是在18世纪里这些壁画大多被移除。今天这座建筑是梵蒂冈博物馆的一部分。
1559年，教宗庇護四世在北部建造了一座文艺复兴花园，在花园的中心他建造了一座山庄。
1578年，教宗額我略十三世建造了一座用作天文台的塔。它被用来作为他的年历改革的基础。
1607年从40千米外的布拉恰诺湖引水到梵蒂岡花園带来了新的改善，荷兰人为花园设计了多座喷泉。
从17世纪后半叶开始绿地越拉越多地被改为植物学研究的面积。教宗克勉十一世下了很大的努力来栽培在亚热带生长的珍稀植物。
19世纪英格兰式景观设计越来越时髦后从1850年左右开始梵蒂岡花園也越来越被改造为这种格式。
从1871年开始梵蒂冈与新成立的意大利王国的关系恶化，梵蒂冈的主权被剥夺，教宗庇護九世和教宗良十三世觉得自己越来越像囚犯，他们下令改建和美化花园。
良十三世於1888年设立了梵蒂冈动物园。一开始裡面只有鸣禽。非洲的神父在庆祝良十三世晉鐸周年紀念时送给他瞪羚、鸵鸟和鹈鹕，因此又建造了其它笼子。他於1890年在花园中心的高地上建造了一座夏宫，他称之为“我的小冈道爾夫堡”，来将它与阿尔巴诺湖畔的教宗夏宫相比。

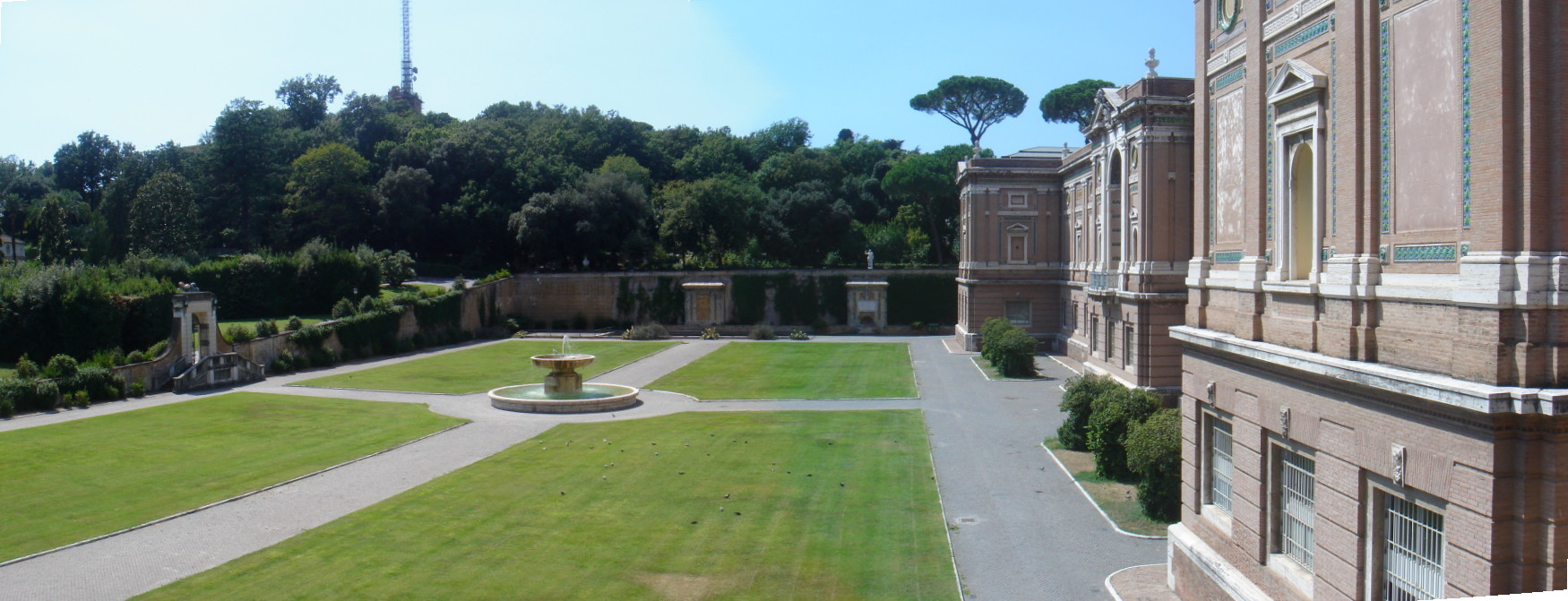
梵蒂岡花園

聖座於1929年签署《拉特朗条约》后，教宗庇護十一世为显示梵蒂冈重获的自主权而下令建造多座墨索里尼时代风格的大型建筑，使花园加剧城市化。
1976年，教宗保祿六世建造了直升机场。

## 其它
过去花园部分地区可以在导游陪同下参观，但是自从教宗本篤十六世退位並在花园内的教会之母修道院居住后，花园暂时关闭。